# Paliga damastesalis
Paliga damastesalis là một loài bướm đêm trong họ Crambidae.